# Bertreville
Bertreville är en kommun i departementet Seine-Maritime i regionen Normandie i norra Frankrike. Kommunen ligger i kantonen Cany-Barville som tillhör arrondissementet Dieppe. År 2022 hade Bertreville 121 invånare.

## Befolkningsutveckling
Antalet invånare i kommunen Bertreville
| Referens: INSEE |